# Професійні спілки в Україні
Професійні спілки — постійно діючі громадські організації найманих працівників або здобувачів вищої освіти, які виражають, представляють і захищають їхні групові інтереси.
У сучасному українському законодавстві профспілки визначаються як захисники інтересів трудового колективу, які утворюються й діють на підприємстві, в установі, організації на основі вільного вибору їх членів із метою захисту їхніх трудових і соціальних прав та інтересів.

## Історія
Перші профспілки виникли в країнах Західної Європи і в США наприкінці 18 ст., на етнічних українських землях — в останній чверті 19 ст. Спершу — у Східній Галичині, що входила до складу Австро-Угорщини, де існували міцні традиції цехового виробництва та формувалася правова держава. Розвиткові профспілкового руху в Австро-Угорщині, що відбувався під впливом синдикалізму Ф.Лассаля і Ш.Деміча, сприяв дозвіл на легалізацію профспілок (1867) та надання їм права на страйки (1870). Розгром синдикалістських профспілок і придушення масового страйкового руху в 1880-х рр. спонукали до організації реформістських християнських профспілок. На початку 20 ст. в Східній Галичині почали утворюватися національні українські профспілки, що об’єднали вчительство («Взаємна поміч українського вчительства»; із 1905) та службовців кооп. установ («Супруга»; із 1914). Серед інтернаціональних виробничих профспілок українці мали найбільший вплив у профспілках тютюнників і залізничників. Деякі місцеві осередки українських профспілок перебували під впливом українських соціалістів (М.Павлика, О.С.Терлецького, Й.Данилюка та ін.). 1892 галицькі профспілки налічували 856 членів, 1902 — 5479, 1904 — 5912 членів. До 1914 до профспілок у західноукраїнських землях входило не більше 10 % найманих працівників. Унаслідок військової мобілізації в роки Першої світової війни профспілковий рух у Сх. Галичині занепав.
На Закарпатській Україні та на українських землях у складі Російської імперії профспілки з’явилися на рубежі 19—20 ст.; на підросійських землях — не тільки стихійно, а й з ініціативи уряду, який намагався спрямувати профспілковий рух по шляху реформізму. «Жовті» профспілки, не набувши поширення (див. Зубатовщина), зазнали краху. Організаціями, з яких народжувалися профспілки, були товариства взаємодопомоги, ради цехових уповноважених, союзи робітничих ремісників, страйкові комітети.

## Революція 1905—07
Поштовх до масової організації профспілок надала революція 1905—07, яка привела до запровадження договірних відносин між роботодавцями та робітниками. Профспілки почали формуватися із представницьких органів робітників, які обстоювали їхні інтереси при укладанні колективних угод, — комісій уповноважених або виборних заводських комісій, делегатських та депутатських зборів робітників. Із лютого до осені 1905 на українських землях на території Російської імперії їх виникло 30 (спочатку — на великих індустріальних підприємствах гірничозаводської, металургійної та машинобудівної промисловості, а з часом — на середніх і дрібних підприємствах та у ремісничих майстернях). У червні 1905 було організовано перше галузеве об’єднання профспілок південної Росії — Південноросійську спілку залізничників, а у вересні 1905 — перший у Російській імперії міжспілковий орган — Центральне бюро профспілок. До кінця року сформувалося 107 профспілок: 30 — в Одесі, 18 — у Києві, 13 — у Харкові, 11 — у Катеринославі (нині м. Дніпро), 8 — у Миколаєві, 27 — у Полтаві. П. брали активну участь у боротьбі за відстоювання економічних інтересів та включалися до політичної боротьби: протестували проти поліцейських репресій, вимагали політичних свобод, співробітничали з радами робітничих депутатів, зокрема щодо керівництва страйками.
Закон про «Тимчасові правила про товариства і спілки» від 4 березня 1906 легалізував становище профспілок, які використовували мирні методи економічної боротьби, та заборонив існування тих, що обстоювали страйки або висували політичні вимоги. До середини 1907 на українських землях діяло 230 легальних та 60 нелегальних профспілок, які об’єднали 60 тис. робітників і становили 1/3 всіх профспілок у Російській імперії. Це були переважно дрібні місцеві профспілки цехового типу (по 200—300, нерідко 100—150 членів), не об’єднані ані територіально, ані галузево. Більші за чисельністю профспілки, зокрема в гірничодобувній промисловості, охоплювали близько 1 % робітників. Статути та діяльність багатьох із них не виходили за межі кас і товариств взаємодопомоги.

## У роки економічної кризи та реакції 1907—10
У роки економічної кризи та реакції 1907—10 багато профспілок, які були розпущені урядовцями, перейшли на нелегальне становище й очолили страйковий рух, у той час як легальні профспілки використовували мирні методи економічної боротьби, а також матеріально підтримували страйкарів і робітників, котрі страждали внаслідок локаутів. Під час економічної стагнації новим напрямом соціальної діяльності профспілок стала боротьба за створення лікарняних кас (див. Страхова кампанія 1912) та бірж праці. Через співробітництво із соціал-демократичними фракціями (спільну підготовку запитів до 3-ї Державної думи Російської імперії та участь у виборах до 4-ї Державної думи) профспілки намагалися захистити інтереси робітників парламентським шляхом.

## Політизація профспілкового руху
Посилення адміністративно-поліцейського контролю за діяльністю профспілок у роки Першої світової війни посилило страйковий рух і спричинило політизацію профспілкового руху. Більшість профспілок бойкотували воєнну політику уряду й не підтримали організацію робітничих груп у військово-промислових комітетах. Поряд із традиційними (соціально-економічними) вимогами профспілки висували політичні: припинення війни, демократизацію суспільного ладу, гарантування політичних свобод.
Новий поштовх розвиткові профспілкового руху надала Лютнева революція 1917, коли Тимчасовий уряд ухвалив закон про свободу коаліцій, місцеві комісаріати праці та примирні камери. З’явилися нові організації робітників — фабрично-заводські комітети. Процес уніфікації і централізації профспілок започаткувала 3-тя Всеросійська конференція профспілок (червень 1917), що ухвалила рішення про створення Всеросійської центральної ради профспілок, організацію профспілок за виробничим принципом та їх об’єднання на виробничо-територіальних засадах. Засновниками організацій російського робітничого класу були загальноросійські партії (меншовиків, есерів, більшовиків) і партії єврейського (Бунд) і українського пролетаріату — українські соціал-демократи (Українська соціал-демократична партія) й есери (Українська партія соціалістів-революціонерів). Українські партії очолили профспілки вчителів, залізничників, робітників цукроварної промисловості та деяких підприємств обробної й видобувної промисловості. Бунд — профспілки друкарів, кравців та інших ремісників. Завдяки страйковому рухові профспілки домоглися повсюдного запровадження колективних угод та примирних камер, встановлення 8-годинного робочого дня і страхування на випадок хвороби.

## У добу Української Народної Республіки
У добу Української Народної Республіки профспілки домоглися від Української Центральної Ради права на представництво в органах влади, дозволу на страйки та безпосередню участь у формуванні місцевих органів і бірж праці. Спроба українізації профспілок та об’єднання робітників в єдину організацію під час Першого всеукраїнського робітничого з’їзду 1917 не увінчалась успіхом. Жовтневий переворот у Петрограді 1917 посилив політичний розкол у профспілковому русі. Зріс вплив анархо-синдикалістів (див. Анархо-синдикалізм) та більшовиків, поширився рух робітників за встановлення контролю над виробництвом. На західноукраїнських землях у добу Західноукраїнської Народної Республіки делегати профспілок засідали в Українській національній раді ЗУНР і обіймали посади в Державному секретаріаті Західноукраїнської Народної Республіки (А.Чернецький, О.Пісецький, М.Парфанович), а організація залізничників створила загальний курінь під проводом І.Сіяка.

## Більшовизація профспілкового керівництва
Із приходом до влади в Україні більшовиків розпочалася насильницька більшовизація профспілкового керівництва. Проте у перший період радянської влади більшовикам не вдалось домогтися монопольного представництва в профспілкових органах. У добу Української Держави пробільшовицькі профспілки були розпущені. 2-й Всеукраїнський робітничий з’їзд, скликаний УСДРП за сприяння уряду, намагався об’єднати нечисленне коло прихильників української національної ідеї в робітничому середовищі. Підтримка урядом українських профспілок, зокрема профспілки українських службовців — керівників кооперативного руху, та репресії щодо ін., поряд з обмеженням революційних завоювань робітників (урізання прав фабрично-заводських комітетів, заборона страйків і збільшення тривалості робочого дня), активізували економічну та політичну боротьбу незалежних профспілок. У травні 1918 вони скликали 1-шу Всеукраїнську конференцію профспілок, на якій створили Українське центральне бюро профспілок (Уцентропроф), а в листопаді 1918 — приєдналися до загальнонаціонального політичного страйку, спрямованого на повалення гетьманського режиму.
Непослідовна робітнича політика Директорії УНР (проголошення співробітництва із профспілками незалежно від їх національної орієнтації при фінансовій підтримці українських профспілок) та репресії щодо неукраїнських профспілок із боку місцевої військової адміністрації відштовхнули неукраїнські профспілки від підтримки влади.

## Політика денікінського уряду
Масовому розгрому профспілок спричиняла політика денікінського уряду (див. Денікіна режим в Україні 1919—1920). «Положення про професійні спілки», ухвалене в жовтні 1919, фактично повертало робітн. законодавство до поліцейського закону про профспілки від 6 березня 1906. Діяльність незалежних профспілок намагалось об’єднати Південноросійське бюро профспілок (Південпроф), створене в серпні 1919 делегатами з України, Криму, Дону, Кубані, Північного Кавказу. Спроби уряду щодо організації проурядових профспілок (див. Кірстовщина) не увінчались успіхом.

## Організація прорадянських профспілок
Зі встановленням радянської влади оновилась насильницька більшовизація профспілкового керівництва. IX з’їзд РКП(б) (1920) визначив місце і роль профспілок у системі більшовицької диктатури як допоміжних апаратів держави, якою керує РКП(б). Організація прорадянських профспілок розпочалася згори — зі створення шляхом кооптації профспілкових діячів із РСФРР та місцевих компартійних діячів Південного бюро Всеросійської ради профспілок. Розгром опозиційних профспілок започаткувала «Київських меншовиків» справа 1920, спрямована проти лідерів Уцентропрофу.
У добу «воєнного комунізму» профспілки були партнерами господарчих органів в управлінні виробництвом, а після запровадження принципу одноосібності промислового керівництва — народному комісаріату праці при проведенні трудових мобілізацій. Участь у здійсненні трудової повинності, запровадження примусового членства в профспілках усіх найманих працівників та перенесення до внутрішньоспілкового життя військово-командних методів управління спричинили кризу профспілкового руху.
Дискусія, що розгорнулася в керівництві ЦК РКП(б) наприкінці 1920 — на початку 1921 про місце та роль профспілок, завершилася на Х з’їзді РКП(б), який визначив роль профспілок як «передавального пасу» від влади до мас та «школи комунізму». Після з’їзду відбулась чистка профспілкового апарату від опонентів ленінської «групи десяти», що сприяла завершенню централізації та уніфікації профспілок. 4-й Всеросійський з’їзд профспілок (травень 1921) передав профспілкам повноваження народного комісаріату праці РРФСР як щодо обліку й розподілу робочої сили, так і охорони праці, включаючи законодавчу діяльність. Розширення розпорядчих і контрольних функцій профспілок обмежило їх самодіяльність та сприяло перетворенню на органи трудового й ідеологічного виховання найманих працівників. Як допоміжні апарати державної влади профспілки співробітничали з радами та державними виконавчими органами в усіх сферах суспільного життя.

## НЕП
У зв’язку з переходом до нової економічної політики державні повноваження профспілок було скасовано. Із відновленням ринку праці та денаціоналізацією дрібної промисловості профспілки набули права захисту праці через інститути соціального партнерства (колективні договори, примирні камери та третейські суди) і страйки. Зміна функцій профспілок зумовила їх децентралізацію й демократизацію внутрішньоспілкового життя. 1923 було створено Українське бюро (Укрбюро) Всеросійської центральної ради профспілок, а 1924 — Всеукраїнську раду профспілок, які очолив Ф.Угаров. Однак, незважаючи на виборність профспілкових органів, зберігався партійно-радянський контроль за їх складом і діяльністю.
Через обмеження до вступу в профспілки політично неблагонадійних найманих працівників, як і через «колективне членство» осіб індустріальної праці, принцип добровільного профспілкового членства в 1920-х рр. не дотримувався. В умовах, коли держава одночасно виступала головним наймачем робітничої сили і арбітром при вирішенні трудових конфліктів, а інститути соціального партнерства контролювалися партійно-державними органами, можливості профспілок щодо захисту інтересів працівників були обмеженими. У середині 1920-х рр. у зв’язку з курсом на інтенсифікацію виробництва повноваження профспілок у сфері вирішення трудових конфліктів, нормування та оплати праці були урізані. Головним напрямом діяльності профспілок стала боротьба за підвищення продуктивності праці, раціоналізацію виробництва й вироблення у найманих працівників навичок управління виробництвом через виробничі осередки, конференції, наради та «висуванство».
Прискорене злиття профспілок із господарчими органами супроводжувалося згортанням їхньої соціально-захисної діяльності. 1929 профспілки були позбавлені права участі в накладанні дисциплінарних стягнень, нормуванні праці та звільненні робітників, а також у керуванні закладами робітничої медицини, 1930 — можливості захисту економічних інтересів робітників через колективні угоди, оскільки адміністрація підприємств отримала право на їх достроковий перегляд. Запобігаючи опозиційним виступам профспілок, 1928 —29 ЦК КП(б)У провів чистку профспілкового апарату під гаслом боротьби із «правим ухилом» у партії.

## У добу «великого перелому»
У добу «великого перелому» посилилася централізація профспілкового управління. Від 1933 по 1937 не переобирали фабрично-заводські та місцеві комітети, з 1932 по 1949 не скликалися з’їзди профспілок. 1937 були ліквідовані міжспілкові органи профспілок і, зокрема, Всеукраїнська рада профспілок. Особовий склад багатьох із них було знищено під час чистки профспілкового апарату 1937—38. Утім режим вдався до популістських акцій, — згідно з Конституцією Української Радянської Соціалістичної Республіки 1937 було скасовано політичне обмеження профспілкового членства для «позбавленців» (осіб, позбавлених політичних прав).
Намагаючись підняти авторитет профспілок, 1933 ВКП(б) передала їм повноваження наркомату праці у сфері соціального страхування й охорони праці. Крім коштів соціального страхування, у розпорядження профспілок переходила мережа санаторіїв та будинків відпочинку. 1934 профспілкам було передано функції наркомату робітничо-селянської інспекції на підприємствах. Розширюючи розпорядчі й контрольні функції профспілок як допоміжних апаратів влади, керівництво ВКП(б) продовжувало курс на згортання їх самодіяльності у сфері охорони праці. Із припиненням 1935 укладання колективних угод профспілки були позбавлені можливості обстоювати інтереси робітників щодо найму праці.
Напередодні Другої світової війни профспілки охоплювали 5 млн (85 %) робітників і службовців УРСР. Роботою 50-ти тис. районних, міських, фабрично-заводських та місцевих комітетів керували 24 центральних, 13 республіканських та 445 обласних комітетів і рад профспілок. Пріоритетними напрямами їх діяльності стала участь у створенні воєнно-промислового комплексу країни та військово-оборонній підготовці населення.

## У Західній Україні
У Західній Україні за декретом уряду Польщі «Про уніфікацію і централізацію профспілкового руху» від 8 лютого 1919 всі профспілки були зобов’язані вступити до загальнопольського Союзу профспілок Польщі, який підтримували Польська соціалістична партія, Комуністична партія Східної Галичини (із 1923 — Комуністична партія Західної України), Комуністична партія Польщі, Українська соціал-демократична партія (УСДП), соціал-демократи Бунду та деякі ін. Під впливом УСДП та КПСГ створення Союзу профспілок Польщі підтримала 1-ша конференція українських профспілок, скликана 9 січня 1921. До кінця 1921 до Союзу профспілок Польщі увійшли 18 профспілок Львівського, Станіславського, Тарнопільського і Волинського воєводств. Їх об’єднання очолила Окружна профспілкова комісія у Львові.
Усупереч рішенню конференції було створено українське студентське профспілкове об’єднання «Профрус», що існувало до 1925, 1922 — українське профспілкове об’єднання металістів і ткачів, а 1925, за сприяння Української радикальної партії, — український Союз селянських спілок. Із встановленням «санаційного режиму» (див. Санація) 1926 посилився український національний рух, 1929 укр. політичні об’єднання — УСДП, Українське національно-демократичне об’єднання, Українська соціалістична радикальна партія — домоглися права на створення автономних українських профспілкових об’єднань. Однак через опір польського уряду це право не було реалізоване. 1-й з’їзд українських профспілок, скликаний Українською профспілковою комісією 1 листопада 1929, було розігнано. У профспілковому русі Галичини домінували загальнопольські профспілкові об’єднання — як проурядові тред-юніоністські, очолювані Союзом профспілок Польщі, що перебував під переважаючим впливом Польської соціалістичної партії, так і революційні, під кер-вом «Профлівиці», організованої КПЗУ. Християнські профспілки послабили вплив ще в роки I світ. війни. У 1930-х рр. одержавлення профспілкового руху посилилося. 1933 із Союзом профспілок Польщі об’єдналися християнські профспілки. 1937 було розпущено Львівську окружну раду профспілок. Активність зберегли лише Взаємна поміч українського вчительства та Спілка українських приватних урядовців. Перша 1939, незадовго до припинення діяльності, мала 13 філій та об’єднувала 187 членів, а друга в 1938 — 54 відділи і 2167 членів.

## На Закарпатті
На Закарпатті за чеської влади і угорської окупації та в Буковині Північній під Румунією український профспілковий рух не розвивався. Профспілки були дрібними, не мали об’єднавчого центру. Найбільшим впливом у профспілковому русі користувалися чехословацькі соціал-демократи, націонал-соціалісти, комуністи і аграрна партія «Одборова єднота».

## Друга світова війна
Із початком Німецько-радянської війни 1941—45 роботу профспілок було перебудовано, ВЦРПС посилила централізацію та обмежила виборність профспілкових органів, яка замінювалася кооптацією. Припинили діяльність більшість обласних та районних профспілкових комітетів, а підпорядковані ним фабрично-заводські комітети і місцеві комітети перейшли в підпорядкування ЦК і республіканських керівництв профспілок. Різко скоротились апарати керівних органів та кількість платних (звільнених) працівників. Відповідно до нових завдань створювалися нові відділи ВЦРПС і ЦК об’єднань профспілок, а при фабрично-заводських комітетах — відповідні комісії.
Централізація та мобілізаційні методи роботи, що відповідали потребам воєнного часу, забезпечили діяльність профспілок, яка спрямовувалася на організацію опору нацистській агресії — створення народного ополчення, винищувальних батальйонів і груп охорони; спорудження оборонних об’єктів; підготовку військових кадрів; допомогу військовим  медичним закладам, збір коштів серед населення на потреби обороноздатності, евакуацію матеріальної бази української економіки, населення та культурних цінностей до східних регіонів СРСР.

## Після війни
Із визволенням України від гітлерівських окупантів 1943—45 профспілки поновили діяльність під контролем уповноважених ВЦРПС, брали участь у відбудові промисловості, поновленні житлово-побутового комплексу, організації допомоги пораненим воїнам Червоної армії, інвалідам, дітям-сиротам та родинам військовослужбовців.
1946 в профспілках налічувалося 3 млн 500 тис. осіб (80,7 %) найманих працівників. Найнижчим цей відсоток був на приєднаних до УРСР українських землях — 64,3 % загальної кількості робітників і службовців. 1947 профспілки отримали право на укладення колективних угод. 1948 було поновлено обласні й республіканську раду профспілок. 1964—76 ступінь юніонізації зріс внаслідок охоплення профспілковим членством с.-г. працівників: спочатку — механізаторів, спеціалістів сільського господарства та голів колгоспів, а потім — інших.

## «Перебудова»
Після проголошення курсу на горбачовську «перебудову» центром робітничого руху став Донбас. 1989 виникла перша легальна незалежна від ВЦРПС Регіональна спілка страйкарів Донбасу, яка намагалася покращити умови праці шахтарів шляхом оновлення управлінського апарату. У квітні 1990 було організовано Спілку трудівників Донбасу, а влітку 1990 — Федерацію незалежних профспілок України (ФНПУ), що мала очолити профспілковий рух за незалежність від партійних і державних органів. До складу ФНПУ (із 1992 — Федерація профспілок України; ФПУ) увійшли значна частина галузевих та всі міжспілкові об’єднання профспілок. На противагу їй для опанування профспілковим рухом ЦК КПУ інспірував створення Спілки трудівників України за соціалістичну перебудову. 19-й з’їзд профспілок СРСР (жовтень 1990) проголосив про припинення існування централізованого профспілкового руху під керівництвом ВЦРПС.

## Після розвалу СРСР
1991 Всеукраїнське об’єднання солідарності трудящих об’єднало національно-демократичну опозицію і значну частину опозиційного робітничого руху. Після розвалу СРСР профспілки України набули фактичного статусу позадержавних організацій. 1992 розпочалася консолідація профспілкових об’єднань. 1998 існувало 10 національних міжгалузевих об’єднань і 14 галузевих профспілок, що не ввійшли до складу міжгалузевих центрів. Найчисленнішою серед них була ФПУ, яка об’єднувала 17,7 млн осіб. Усього до профспілок України входило 23,5 млн осіб.
Правові норми діяльності профспілок визначили закони України «Про колективні договори і угоди», «Про порядок вирішення колективних трудових спорів (конфліктів)» та «Про соціальне партнерство», ухвалені наприкінці 1990-х рр. На їх основі було розроблено Закон ВР України від 15 вересня 1999 «Про професійні спілки, їх права та гарантії діяльності». Цей закон поновив право профспілок на законодавчу ініціативу, втрачене 1996 у зв’язку із прийняттям Конституції України 1996.

## Занепад профспілкового руху
Із кінця 1990-х рр. розпочався занепад профспілкового руху, який найбільше зачепив ФПУ. Всеукраїнська партія трудящих, створена 1997 на платформі цього об’єднання, отримала лише 0,8 % голосів під час виборів до Верховної Ради України. 15 липня 2002 на противагу ФПУ було створено Національний форум профспілок України, який об’єднав 7 галузевих профспілок та 309 тис. членів. Нині в Україні також діють Національна конфедерація профспілок України, Всеукр. вільне профспілкове об’єднання солідарних трударів та Всеукраїнське об’єднання солідарності трудівників. До 2008 чисельність членів ФПУ скоротилася до 9,2 млн осіб.